# Craig Fairbaugh
Craig Fairbaugh (San Francisco, 11 marzo 1978) è un chitarrista statunitense.

## Biografia
Iniziò a suonare la chitarra all'età di 15 anni. Successivamente formò una band con altri due coetanei, chiamata Vintage 46. Nel corso del tempo, Tim Armstrong, dei Rancid, ricevette un CD demo di Craig, tentando di produrre la band in occasione dell'apertura della sua casa discografica indipendente, la Hellcat Records. Ma il progetto non venne mai realizzato. In seguito Craig si spostò a Los Angeles al fine di concretizzare il suo talento musicale.
Anche lui, come Shane, entrò a far parte ufficialmente dei Plus 44, nel momento in cui Carol lasciò la band. Fairbaugh, inoltre, in passato, ha anche suonato per i Lars Frederiksen and the bastards, per i Transplants e per i The Forgotten. Dopo la reunion dei blink-182, i Plus 44 si sono sciolti quindi come per Shane Gallagher, Craig Fairbaugh è attualmente il chitarrista della band punk rock dei The Mercy Killers.